# Spice (Perfume)
Spice (スパイス?, Supaisu) è il diciannovesimo singolo del trio j-pop giapponese Perfume. Pubblicato il 2 novembre 2011 dalla major Tokuma Japan Communications, è l'ultimo singolo delle Perfume sotto questa etichetta in seguito al di poco successivo passaggio alla Universal Music.
Il singolo è stato stampato in due versioni in confezione jewel case: una special edition con DVD extra ed una normal edition con copertina variata.
La title track è stata usata nel drama Sengyoshufu tantei, mentre la b-side GLITTER è stata usata come colonna sonora per uno degli spot della Kirin, azienda di cui le Perfume sono storiche testimonial.

## Tracce
Tutti i brani sono testo e musica di Yasutaka Nakata.

Dopo il titolo è indicata fra parentesi "()" la grafia originale del titolo.
1. Spice (スパイス?) - 3:54
2. GLITTER (GLITTER?) - 5:10
3. Spice -Original Instrumental- (スパイス -Original Instrumental-?) - 3:54
4. GLITTER -Original Instrumental- (GLITTER -Original Instrumental-?) - 5:06

### DVD
1. GLITTER; videoclip

## Formazione
- Nocchi - voce
- Kashiyuka - voce
- A~chan - voce

## Classifiche
| Classifica                     | Posizione raggiunta |
| ------------------------------ | ------------------- |
| Giappone (Oricon Daily Chart)  | 2                   |
| Giappone (Oricon Weekly Chart) | 2                   |
| Giappone (Oricon Yearly Chart) | 82                  |